# Pumpkinhead : Le Démon d'Halloween
Pour plus de détails, voir Fiche technique et Distribution.
Pumpkinhead : Le Démon d'Halloween (Pumpkinhead) est un film d'horreur américain réalisé par Stan Winston, sorti en 1988. Il a pour suite Le Démon d'Halloween 2, Pumpkinhead : Les Condamnés et Pumpkinhead : Les Sacrifiés.

## Synopsis
D'après le poème d'Ed Justin, un démon peut se venger à votre place. Un homme décide de faire appel à ce démon pour venger son fils tué accidentellement par des jeunes.

## Fiche technique
- Titre original : Pumpkinhead
- Titre français : Pumpkinhead : Le Démon d'Halloween
- Scénario : Stan Winston, Richard C. Weinman, Gary Gerani, Mark Patrick Carducci, Ed Justin (poème)
- Décors : Cynthia Kay Charette
- Costume : Leslie Peters Ballard
- Photographie : Bojan Bazelli
- Montage : Marcus Manton
- Musique : Richard Stone
- Effets spéciaux : Grant Arndt, Howard Berger, Larry S. Carr (Stan Winston Studios)
- Production : Bill Blake, Howard Smith, Richard Weinman
- Producteur exécutif : Alex De Benedetti
- Société de production : De Laurentiis Entertainment Group (DEG), Lion Films
- Société de distribution : United Artists (1989), MGM Home Entertainment
- Pays d'origine :  États-Unis
- Langue : Anglais
- Format : Couleur - son : Ultra Stereo - 35 mm
- Dates de sortie : 
  - France : juin 1988
  - États-Unis : 14 octobre 1988 (sortie limitée) ; 13 janvier 1989
- interdit aux moins de 12 ans

## Distribution
- Lance Henriksen (VF : Jean-Bernard Guillard) : Ed Harley
- Jeff East : Chris
- John D'Aquino : Joel
- Kimberly Ross: Kim
- Joel Hoffman : Steve
- Cynthia Bain : Tracy
- Kerry Remsen (en) : Maggie
- Florence Schauffler : Haggis
- Brian Bremer : Bunt
- George 'Buck' Flower : Mr. Wallace
- Matthew Hurley : Billy Harley
- Lee de Broux : Tom Harley
- Peggy Walton-Walker : Ellie Harley
- Chance Corbitt Jr. : Eddie Harley
- Dick Warlock : Clayton Heller
- Devon Odessa : Hessie
- Joseph Piro : Jimmy Joe
- Mayim Bialik : Wallace kid
- Jandi Swanson : Wallace kid
- Bob Fredrickson : Ethan
- Greg Michaels : Hill man
- Madeleine Taylor Holmes : Old hill woman
- Mary Boessow : Mountain girl
- Tom Woodruff Jr. : Pumpkinhead

## Nominations
- 1989 : Saturn Award,  Best Actor ; Lance Henriksen; Best Director, Stan Winston ; Best Horror Film